# 鵝溪監獄
鵝湖監獄（鵝溪懲教所）（Goose Creek Correctional Center）是阿拉斯加懲教局位於美國阿拉斯加州麥肯齊點的一所中度戒備監獄。監獄佔地面積為43萬5000平方英尺，花費2.4億美元建造，於2009年動工，於2012年開始羈押罪犯。隔年接受來自亞利桑那州和科羅拉多州的囚犯。鹅溪监狱拥有一个先进的医疗部门，设有自己的透析中心，此外，其厨房是全州最大的监狱厨房，每天可提供4,224份餐食。

鹅溪监狱有着面向囚犯的多种教育和工作项目机会。教育课程包括成人基础教育（ABE）、普通教育发展证书考试（GED）、育儿、重返社会、犯罪态度项目（CAP）、愤怒管理、英语为第二语言（ESL）以及药物滥用辅导。职业培训包括木工、国家建筑教育与研究中心（NCCER）认证、暖通空调（HVAC）、制冷和电工技能。安全课程涉及心肺复苏/急救、石棉清除及有害废物操作与应急响应（HAZWOPER）。

## 外部連結
- "New Goose Creek prison experiences growing pains" （页面存档备份，存于）